# Клан Карнегі

Гребінь клану Карнегі.

Клан Карнегі (шотл. гел. Clan Carnegie) — один з кланів рівнинної частини Шотландії - Лоуленду.
Гасло клану: Dred God - Стах Божий
Землі клану: Ангус
Вождь клану: Девід Карнегі - Його світлість IV герцог Файф
Резиденція вождя клану: Замок Елсік-хаус (шотл. - Elsick House)
Ворожий клан: Ліндсей

## Історія клану Карнегі

### Походження клану Карнегі
Назва клану Карнегі походить від назви баронства і землі Карнегі в повіті Кармайллі (Ангусшир). Гілка клану Карнегі з Саутеску спочатку називалася іменем гельської назви селища Балінхарду (Ангус) і виводила свій робовід від Джосліна де Балінхарда, предки якого володіли цими землями. Ця назва - клан Балінхард є в документах 1230 року стосовно земельної власності абатств Арброат та Балмеріно.

### XIV століття
Джон - нашадок Джосліна де Балінхарда в 1358 році отримав у власність землі та баронство Карнегі і прийняв прізвище Карнегі. Він помер в 1370 році, йому успадкував Джон Карнегі, від якого походять різні гілки клану Карнегі з Ангусширу та Кінкардінширу. Пряма лінія вождів цього клану вимерла в середині XVI століття, і землі Карнегі були придбані гілкою клану Карнегі з Кіннайрда (повіт Брехлін), які відновили назву Канегі Карнегські.

### XV - XVI століття
У 1409 році Дутак де Карнегі - представник іншої гілки клану отримав землі Кіннайрду, одружившись з спадкоємицею Маріота, але він загинув у битві під Харлоу через два роки після цього. Джон Карнегі Кіннайрдський - IV лерд був вбитий під час битви під Флодденом у 1513 році, його син Роберт потрапив в полон під час битви під Пінкі-Клев, після звільнення з полону був посвячений в лицарі і йому було даровано титул лорда парламенту. Він отримав посаду посла до Франції. Його син - сер Джон Карнегі був прихильником королеви Марії Стюарт і бився за королеву аж до її смерті. Йому успадкував його брат - Джон, син котрого - сер Девід Карнегі - VIII лерд Карнегі, лорд Лоур, брат І графа, отримав титул графа Еті. Але в 1666 році він поміняв цей титул на титул графа Північного Еску - північний і південний Еск перетинають графство Ангус. Два графи Північного Еску стали адміралами, один з них був разом з Нельсоном у Трафальгарській битві.

### XVII - XVIII століття
II граф Еті був роялістом, Олівер Кромвель кинув його за ґрати. Клан Карнегі підтримував короля Якоба II і якобітів. Тому клан не підтримав «Славної революції», хоча і не виступив збройно проти неї, але після перевороту уникав королівського двору. V граф був позбавлений титулу після того як у 1715 році він підтримав повстання якобітів і «старого самозванця» Стюарта. Його маєтки були конфісковані актом парламенту, а його самого було оголошено зрадником. V граф помер у 1730 році, і всі його діти померли молодими - в той час була висока смертність. V граф згадується в баладі «Волинщик О’Данді». V граф не мав спадкоємців, тому титул перейшов до його кузена - III баронета - сера Джеймса Карнегі Пітарро, що викупив вотчину клану. Сер Джейс Пітарро походив від лінії джентльменів з клану Карнегі, що отримали в 1663 році титул баронета Нової Шотландії.

### XIX - ХХ століття
VI баронет Карнегі був видатним військовим, йому вдалося у 1855 році домогтися скасування акту парламенту про зраду його предка, домогтися відновлення титулу графа Саутеск, титулу лорда Карнегі, Каннайрду та Левхарсу. ІХ граф вибрав собі титул барон Балінхард у пам'ять про давніх своїх предків. Його нащадок - XI граф одружився з Її високістю принцесою Мод - дочкою принцеси Луїзи, герцогині Файф, внучкою короля Великої Британії Едварда VII, і таким чином він успадкував титул герцога Файф. XI граф помер у 1992 році і його син успадкував титули вождя клану Карнегі, герцога Файф, графа Саутеск.
Найвідомішим представником клану Карнегі був Ендрю Карнеґі (1835 - 1919) - син ткача з Данфермліну, що емігрував до Пенсільванії (Америка). Почавши працювати простим робітником у бавовняній промисловості у віці 13 років, він став багатою людиною, найбільшим залізничним магнатом і одним з найбільших сталевих фабрикантів Сполучених Штатів Америки. Він написав книгу «Євангелія роботи». Там, зокрема, є така фраза: «Ганьба людині, яка помирає багатою». Тому решту свого життя він провів витрачаючи своє багатство на громадські справи: створював громадські бібліотеки в Шотландії. Нинішній вождь клану Карнегі - XI граф Саутеск живе на землях клану в Ангусі - в замку Кіннайрд в Брехіні.